# Crocker (klädmärke)
Crocker är ett varumärke för jeans som såldes på före detta detaljistkedjan JC, Jeans Company.
De har jeansmodeller som är krav- och svanenmärkta.
Crockerjeans är oftast blå. De har en karaktäristisk söm på bakfickorna som är speciellt för alla Crocker-jeans.